# Championnat du Tadjikistan de football 2007
Navigation
Saison précédente Saison suivante
La saison 2007 du Championnat du Tadjikistan de football est la 16e édition de la première division au Tadjikistan. La compétition regroupe onze clubs, qui s'affrontent deux fois, à domicile et à l'extérieur. En fin de saison, le dernier du classement est relégué et remplacé par le champion de deuxième division.
C'est le club de Regar-TadAZ Tursunzoda qui remporte à nouveau la compétition cette saison après avoir terminé en tête du classement final, avec quatre points d'avance sur Parvoz Bobojon Ghafurov et dix-huit sur un duo composé des deux clubs de Qurghonteppa, Vakhsh et TajikTelekom. C'est le sixième titre de champion du Tadjikistan de l'histoire du club.
Le club d'Hosilot Danghara, promu de D2, déclare forfait avant le début de la saison. Ce désistement n'est pas comblé par la promotion d'un club de deuxième division, le championnat se déroule donc avec onze formations.

## Les clubs participants
| - Dinamo Douchanbé - Saroykamar Panj - Regar-TadAZ Tursunzoda - FK Khodjent - Parvoz Bobojon Ghafurov - TajikTelecom Qurghonteppa | - Vakhsh Qurghonteppa - Energetik Douchanbé - CSKA-Pamir Douchanbé - Hima Douchanbé - Guardia Douchanbé - Hosilot Danghara - Promu de D2 |

## Compétition
Le barème de points servant à établir le classement se décompose ainsi :
- Victoire : 3 points
- Match nul : 1 point
- Défaite : 0 point

### Classement
| Rang | Équipe                    | Pts     | J       | G       | N       | P       | Bp      | Bc      | Diff    |
| ---- | ------------------------- | ------- | ------- | ------- | ------- | ------- | ------- | ------- | ------- |
| 1    | Regar-TadAZ TursunzodaT   | 55      | 20      | 18      | 1       | 1       | 61      | 14      | +47     |
| 2    | Parvoz Bobojon GhafurovC  | 51      | 20      | 17      | 0       | 3       | 52      | 10      | +42     |
| 3    | Vakhsh Qurghonteppa       | 37      | 20      | 11      | 4       | 5       | 26      | 16      | +10     |
| 4    | TajikTelecom Qurghonteppa | 37      | 20      | 11      | 4       | 5       | 44      | 23      | +21     |
| 5    | Hima Douchanbé            | 33      | 20      | 9       | 6       | 5       | 39      | 27      | +12     |
| 6    | FK Khodjent               | 27      | 20      | 8       | 3       | 9       | 27      | 37      | -10     |
| 7    | CSKA-Pamir Douchanbé      | 22      | 20      | 7       | 1       | 12      | 34      | 44      | -10     |
| 8    | Dinamo Douchanbé          | 22      | 20      | 6       | 4       | 10      | 33      | 38      | -5      |
| 9    | Energetik Douchanbé       | 18      | 20      | 5       | 3       | 12      | 24      | 40      | -16     |
| 10   | Guardia Douchanbé         | 6       | 20      | 1       | 3       | 16      | 13      | 52      | -39     |
| 11   | Saroykamar Panj           | 6       | 20      | 1       | 3       | 16      | 19      | 71      | -52     |
| 12   | Hosilot DangharaP         | Forfait | Forfait | Forfait | Forfait | Forfait | Forfait | Forfait | Forfait |

|  | Qualification pour la Coupe du président de l'AFC 2008                       |
|  | Retrait du championnat en fin de saison                                      |
|  | T : Tenant du titre C : Vainqueur de la Coupe du Tadjikistan P : Promu de D2 |

## Bilan de la saison
| Championnat du Tadjikistan de football 2007 |                                   |
| Champion                                    | Regar-TadAZ Tursunzoda (6e titre) |
| Coupes et trophées                          |                                   |
| Vainqueur de la Coupe du Tadjikistan 2007   | Parvoz Bobojon Ghafurov           |
| Qualifications continentales                |                                   |
| Coupe du président de l'AFC 2008            | Regar-TadAZ Tursunzoda            |
| Promotions et relégations                   |                                   |
| Promus en Vysshaya Liga                     | Aucun                             |
| Relégués en Deuxième division               | Aucun                             |